# Eastman (Wisconsin)
Eastman es una villa ubicada en el condado de Crawford en el estado estadounidense de Wisconsin. En el Censo de 2010 tenía una población de 428 habitantes y una densidad poblacional de 45,74 personas por km².

## Geografía
Eastman se encuentra ubicada en las coordenadas 43°9′55″N 91°1′58″O / 43.16528, -91.03278. Según la Oficina del Censo de los Estados Unidos, Eastman tiene una superficie total de 9.36 km², de la cual 9.35 km² corresponden a tierra firme y (0.03%) 0 km² es agua.

## Demografía
Según el censo de 2010, había 428 personas residiendo en Eastman. La densidad de población era de 45,74 hab./km². De los 428 habitantes, Eastman estaba compuesto por el 98.83% blancos, el 0% eran afroamericanos, el 0% eran amerindios, el 0% eran asiáticos, el 0% eran isleños del Pacífico, el 0% eran de otras razas y el 1.17% pertenecían a dos o más razas. Del total de la población el 0% eran hispanos o latinos de cualquier raza.